# Merwedebrücke Papendrecht
Die Merwedebrücke Papendrecht (niederländisch Merwedebrug Papendrecht) überquert zwischen den niederländischen Gemeinden Papendrecht und Dordrecht die Beneden-Merwede, wie der Unterlauf der Waal in diesem Abschnitt des Rhein-Maas-Deltas genannt wird. Auf der 1967 eröffneten stählernen Stabbogenbrücke mit Klappbrücke verläuft der Rijksweg N3 sowie ein Fahrrad- und Fußgängerweg. Das Bauwerk befindet sich bei Rhein-Kilometer 973,75 und Kilometer 115,04 der niederländischen Wasserstraße 101 (Rhein–Waal–Boven-Merwede–Beneden-Merwede–Noord).
Bei der Hauptüberspannung handelt es sich um eine Stabbogenbrücke mit einer stählernen Fahrbahn, die an diagonal verlaufenden Stahlseilen mit einem Durchmesser von jeweils 79,5 mm an den beiden Hauptbalken hängt. Die Stützweite der Bogenbrücke beträgt 202,80 Meter. An der Nordseite befindet sich eine Klappbrücke mit einer Länge von 33,3 Metern. Als Vorlandbrücken dienen Balkenbrücken mit einer Länge von 315,90 Metern und 454,90 Metern. Die Brücke ist insgesamt 1032 Meter lang.
1932 wurde der Rijksweg 3 als Autobahn zwischen Amsterdam und Rotterdam über Gouda geplant. Im Rijkswegenplan von 1968 wurde der Streckenverlauf dann in Richtung Dordrecht geändert. Abgesehen von dem als N3 bezeichneten Teilstück, in dem sich die Merwedebrücke befindet, wurden die Planungen für den Rijksweg 3 in den 1970er Jahren fallen gelassen. Neben dem lokalen Verkehr dient die Strecke vor allem Lastkraftwagen mit Gefahrgütern, für die der Drechttunnel des Rijksweg A16 gesperrt ist.

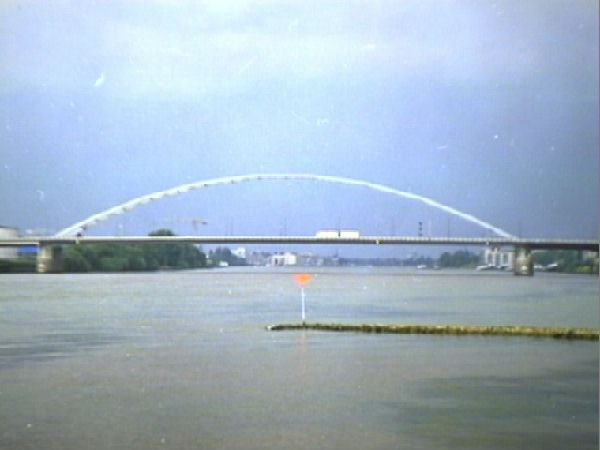
Merwedebrücke Papendrecht, 1990
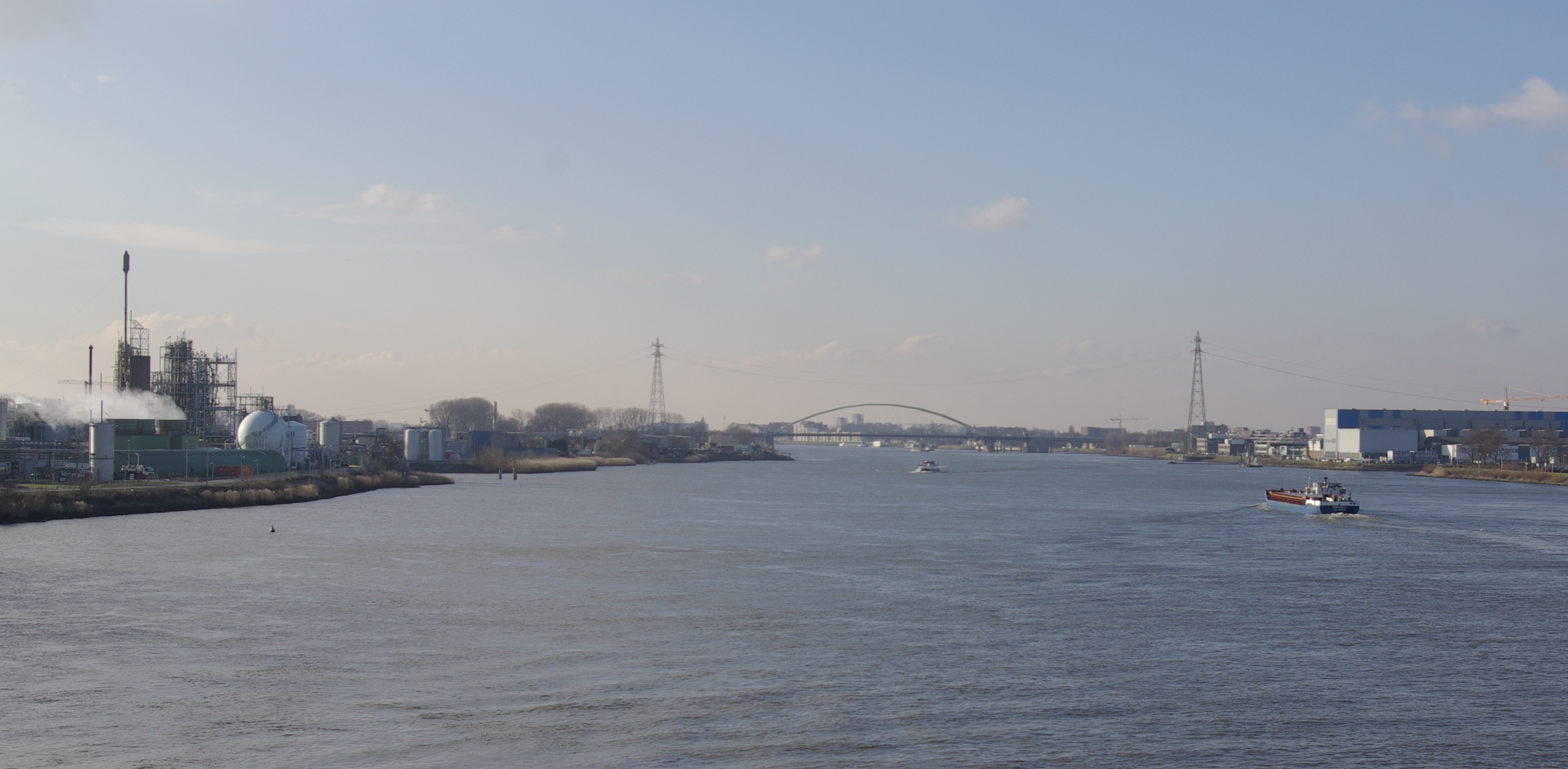
Blick von der Baanhoekbrücke zur Merwedebrücke, 2011